# Улица Воскова (Сестрорецк)
Улица Воскова — улица в городе Сестрорецке Курортного район Санкт-Петербурга. Проходит от реки Малой Сестры до Сестрорецкой железнодорожной линии. На восток продолжается улицей Володарского, на запад — Дубковским шоссе.

## История
С XIX века улица Воскова входила в состав Дубко́вского шоссе (шоссе названо так, поскольку ведет в парк «Дубки»).
В 1922 году начальный участок Дубковского шоссе выделили как улица Воскова. Это наименование присвоили в честь революционера С. П. Воскова, первого председателя фабрично-заводского комитета Сестрорецкого оружейного завода. Одновременно с присвоением заводу, к тому моменту ставший Сестрорецким инструментальным, тоже дали имя Воскова (улица проходит вдоль его территории).
В 1948 году в створе улицы Воскова был построен мост через Малую Сестру. В 2016 году его предполагается снести, а на его месте возвести новый, немного расширенный.

## Застройка
- № 1 — жилой дом (1979[4])
- № 2 — 781721203070006 Сестрорецкий инструментальный завод (в прошлом — Сестрорецкий оружейный завод). В его состав входит 10 объектов культурного наследия регионального значения[5]:
  - литера А — заводоуправление (1898);  781711203110015
  - литера З — цех № 14 (конец XIX в.);
  - литера И — здание цехов № 2, 11, 13 (конец XIX в.);
  - литера Л — цех метчиков; пристройка, соединяющая цех метчиков с цехом № 7; цех № 26 (конец XIX в.);
  - литера Н — цех № 12 (конец XIX в.);
  - литера Ц — цех № 6 (конец XIX в.);
  - литера АБ — здание для стрельбищ (сер. XIX в.);
  - литера БА — цеха № 21, 9, 17 (конец XIX в.);
  - литера ББ — цех № 8 (1914);
  - газовый цех (конец XIX в.; не сохранился).
- № 3 — жилой дом (1967[4])
- № 4 — дом командира Сестрорецкого оружейного завода (1807—1808; объект культурного наследия федерального значения[6]). В первые годы советской власти здесь помещался сестрорецкий городской комитет КПСС.  781711203070016
- № 5 — жилой дом (2007[4]). Является самой высокой доминантой города Сестрорецка — 86 метров[7]
- № 6 — жилой дом (1940[4])
- № 9 — жилой дом (1967[4])
- № 10 — жилой дом (2013[4])
- № 11 — жилой дом (1967[4])
- № 12 — жилой дом. Незаконно построен на месте деревянного дореволюционного дома 18 (датировался 1907 годом) в 2012—2014 годах. В 2016 году суд отказал в легализации[8], а позднее между застройщиком и службой строительного надзора было заключено мировое соглашение, предусматривающее легализацию объекта[9].
- № 19 — Тихвинская часовня. Незаконно построена в 2005 году, легализована в 2014 году[10]. Часовня встала на трассе планируемой улицы, которая должна была соединить улицу Воскова с набережной Строителей. В процессе легализации от прокладки улицы отказались[11][12][13].

## Перекрёстки
- улица Мосина
- Цемяночная улица

## Фотогалерея

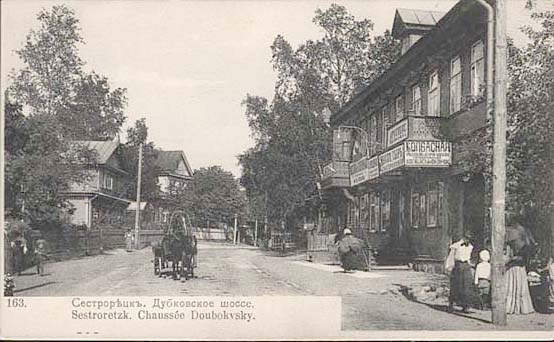
Современная улица Воскова — бывшая Дубковское шоссе
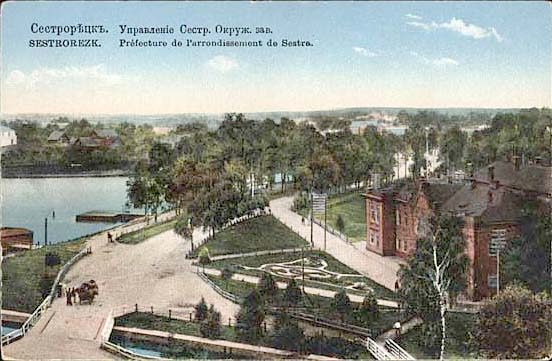
Правление Сестрорецкого оружейного завода до 1917 года
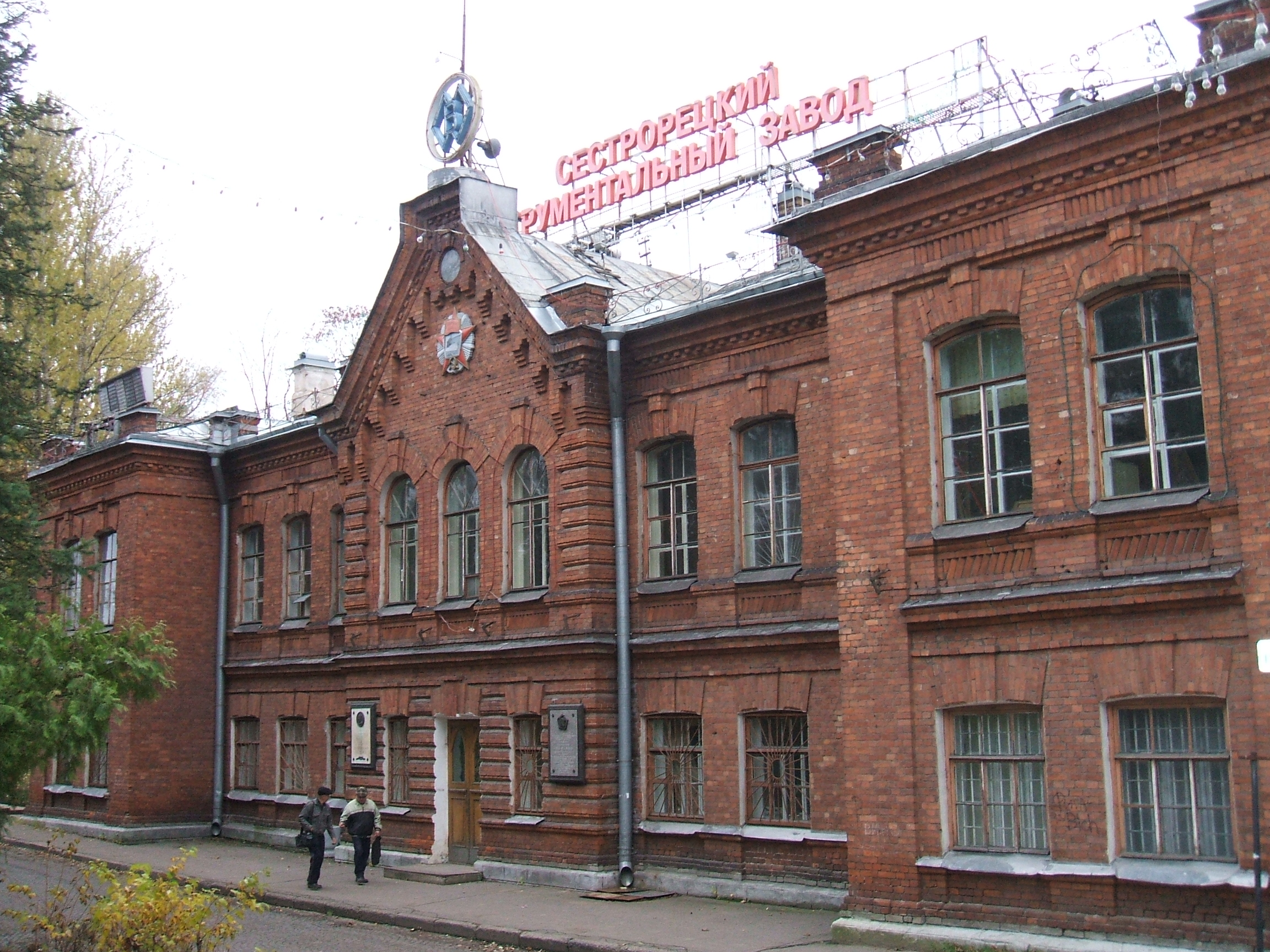
Заводоуправление в 2009 году